# Réserve du Pavot de Californie d'Antelope Valley
La réserve du Pavot de Californie d'Antelope Valley (en anglais : Antelope Valley California Poppy Reserve) est une réserve naturelle située dans l'État de Californie, à l’ouest des États-Unis, au nord du comté de Los Angeles. Située dans la vallée d'Antelope, elle protège des champs de pavot de Californie, qui est la fleur officielle de l'Etat.

## Description
La réserve se trouve à une altitude allant de 790 à 910 m au-dessus du niveau de la mer, dans la zone climatique du désert de Mojave. La saison de floraison intense du pavot de Californie se situe généralement entre la fin de l’hiver et le début du printemps, de la mi-février à la mi-mai. Les saisons de floraison dépendent de la quantité de pluie pendant les saisons d’hiver au début du printemps. Afin de garder les champs dans un état strictement naturel, les parcs d’État de Californie n’arrosent pas et ne stimulent pas les fleurs. Le service des parcs interdit également aux moutons et aux bovins de paître sur les collines. Les animaux de compagnie sont interdits dans la réserve, et il n'est également pas possible aux visiteurs de prélever des fleurs.
À l’intérieur de la réserve, il y a 11 km de sentiers.
La réserve est administrée par le Département des parcs et des loisirs de Californie.

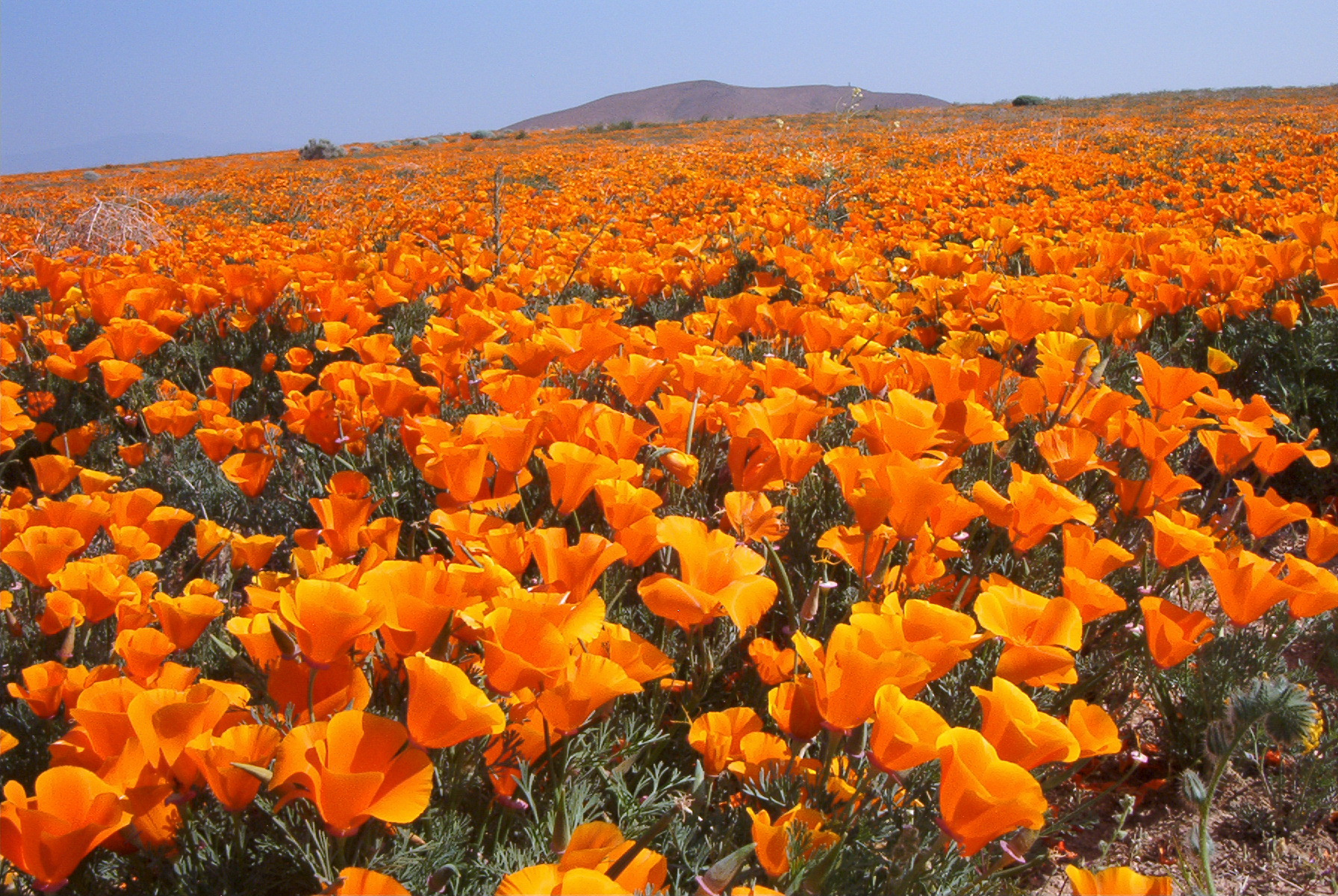
Floraison dEschscholzia californica (superbloom) dans la Réserve du Pavot de Californie d'Antelope Valley